# Greta Schoon
Greta (Margaretha) Schoon (* 11. Juli 1909 in Spetzerfehn, Ostfriesland; † 7. März 1991 in Leer) war eine deutsche Lyrikerin.

## Leben
Ihr Vater starb im Ersten Weltkrieg, die Mutter zog sie und drei Geschwister alleine auf. Ab 1919 besuchte sie die Höhere Töchterschule in Aurich. Schoon lernte Kindergärtnerin und ging 1934 als Mitglied einer Schwesternschaft für zwei Jahre nach Brasilien. Wieder zurück arbeitete sie in Wittenberg und dann bis 1945 in Wiesmoor und Wittmund. Bereits zuvor hatte sie kleinere schriftliche Arbeiten verfasst, doch erst der Kontakt mit dem Heimatforscher und Historiker Peter Zylmann und der Schriftstellerin Wilhelmine Siefkes 1947 ermutigte sie ihre Gedichte und Liedtexte auf Plattdeutsch zu schreiben. Ab 1954 arbeitete sie im Kindergarten in Emden als Erzieherin. Ab Ende der 1950er Jahre bis zu ihrem Ruhestand war sie Leiterin der evangelischen Kindertagesstätte Paul-Gerhardt-Haus in Leer. 1977 erschien der erste Gedichtband. Es folgten Kinderlieder, später auch Märchen und hintergründige Erzählungen. Greta Schoon war seit den späten 1970er Jahren mit dem Liedermacher Jan Cornelius befreundet, der nach ihrem Tod einen Nachruf im Ostfriesland-Journal verfasste und einige ihrer Texte auf dem 1992 erschienenen Album „En Vögelfeer“ vertonte.
Greta Schoon starb 1991 nach einer schweren Krankheit, sie wurde in Spetzerfehn im Familiengrab beigesetzt.

## Ehrungen und Auszeichnungen
Schoon erhielt mehrere Auszeichnungen:
- 1979: Nicolas-Born-Preis
- 1981: Klaus-Groth-Preis
- 1980: Freudenthal-Preis
- 1990: Ubbo-Emmius-Medaille
- 1984: Roswitha-von-Gandersheim-Medaille

In Leer wurden die Greta-Schoon-Schule und die Greta-Schoon-Straße nach ihr benannt.

## Werke (Auswahl)
- Kuckuckssömmer. Schuster-Verlag, Leer 1977.
- Dat wi överleven. Davids Drucke, Göttingen 1983.
- Van de runne Mann. Märchen. Davids Drucke, Göttingen 1987.
- Dat Bladenhuus. Gedichte und Prosa. Schuster-Verlag, Leer 1990.